# 志村明
志村 明（しむら あきら、1957年10月22日 - ）は、日本のPAエンジニア。株式会社スターテック代表取締役。東京都出身。愛称は「シムシム」

## 人物
東京都世田谷区深沢で生まれ、父親の仕事の関係で、小学校1年から3年と、6年から中学2年までニューヨークで過ごす。その為、早くから音楽に目覚め、帰国後は小金井市で過ごし、中央大学附属高等学校で吹奏楽部に入部しフルートを担当するも、先輩との喧嘩で半年で退部。その後フルートが吹けるということでキング・クリムゾンやシカゴをコピーしていたバンドに誘われるが、ベースの空きが出た為、ベーシストに転向。「ハートロード」というバンド名でディープ・パープルのコピーバンドをやっており、当時の三多摩地区では有名な存在であった。
高校卒業後は音楽で身を立てたいと思い、「音楽専門学校かネム音楽院に行きたい」と言ったところ、父親から「それだったら金は出さない。大学だったら金を出してやる」と言われ、そういった学校に一番近そうな学校を志望し、日本大学芸術学部放送学科に入学。大学に通うかたわら、本格的にバンド活動に専念し、ブリティッシュ・ハードロックバンドジューダス・プリーストの日本公演の前座を勤めたこともある。その頃から三鷹市のフィルモア楽器でバイトを始め、PAや来日アーティストのPAの通訳をしていたことからミキサーを志すようになる。
その頃、輸入物のPA機材、DBXのコンプは高額で「そういう機材が国産で作れないかな？」という疑問から、大学3年目のとき、友人たちとインターシティという会社を設立。
PAエンジニアとして鶴岡雅義と東京ロマンチカやあのねのねなどを担当するが、当時のPA機材の音に納得できずレコーディング・エンジニアに転身、その後機材の進歩を受けてPAに復帰する。
以来、日本およびアジア各国で活動し、日本を代表するPAエンジニアとして坂本龍一はじめ多くのアーティストから絶大な信頼を得ている。近年ではEXILE、氷室京介、TM NETWORK、宇多田ヒカル、Mr.Childrenなどを担当している。
小室哲哉とは1年先輩であるが、同じ多摩地区に住んでいたこともあり、幼少時代からの知人。TM NETWORKとして活動を始めた時からは音信不通だったが、1994年の『TN 4001 DAYS GROOVE』開催の際に小室から参加のオファーが来たことで再び距離を縮める。その後の小室の主催するライヴにはほぼ参加していて、彼を中心に開拓した仕事が多い。

## これまで担当したライブ
- YMO『TECHNODON』（東京ドーム）(1993年)
- TMN『4001 DAYS GROOVE』 Tokyo Dome (1994)
- Mr.Children "Innocent World" Tour (1994)
- Mr.Children ATOMIC HEART Tour (1995)
- LIVE UFO ACOUSTIC REVOLUTION (1995)
- Mr.Children Stadium Tour [ku:](1995)
- TK DANCE CAMP (1995)
- TK TRAP (1996)
- Mr.Children "Regress or Progress" Tour (1996-1997)
- globe @ 4 domes tour (1997)
- TK pan-pacific Tour in Taipei (1997)
- TK GROOVE MUSEUM Beijing, Shanghai, Hong Kong, Taipei (1997)
- SPEED Tour "RISE" (1998)
- globe stadium tour "LOVE AGAIN" (1998)
- Mr.Children Tour "DISCOVERY" (1999)
- globe tour "Relation" (1999)
- SPEED Tour "REAL LIFE" (1999)
- 坂本龍一 Opera "LIFE" (1999)
- SONY Computer Entertainment "Siggraph 2000" (Corporate show)	(2000)
- Mr.Children Tour "Q" (2000-2001)
- 宇多田ヒカル Tour "BOHEMIAN SUMMER Circuit Live 2000" (2000)
- TK & JARRE "2001 RENDEZVOUS IN SPACE" (2001)
- Fuji Television Network DIGI FUJI 2001 "LIFE-CAST PROJECT" (2001)
- Mr.Children Stadium Tour 『POP SAURUS』 (2001)
- globe tour "category" (2002)
- Mr.Children 『IT'S A WONDERFUL WORLD』 (2002)
- 氷室京介 『15th Anniversary Special Live "Case of HIMURO"』 (2003)
- Fuji Television Network 『KYUTAI PROJECT』 (2003)
- Mr.Children Tour 『SHIFUKU NO OTO』（2004年）
- TM NETWORK 『Double Decade Tour』（2004年）
- ap bank fes '05 (2005)
- Mr.Children DOME Tour "I ♥ U" (2005)
- ap bank fes '06 (2006)
- レミオロメン SUMMER LIVE "STAND BY ME" (2006)
- 宇多田ヒカル Tour "UTADA UNITED 2006" (2006)
- レミオロメン Tour "ISLAND OVER THE HORIZON" (2006)
- EXILE Live Tour "EXILE EVOLUTION" (2007)
- Mr.Children 『HOME Tour』 (2007)
- ap bank fes '07 (2007)
- サンディ・ラム LIVE 07 Hong Kong (2007)
- ap bank fes '08 (2008)
- EXILE Tour "SHOWCASE LIVE" (2008)
- EXILE Tour "PERFECT LIVE" (2008)
- TM NETWORK『How Do You Crash It?』（配信スタジオライブ）(2021年～2022年)
- TM NETWORK『FANKS Interigence days TM NETWORK TOUR 2022』(2022年)